# Fascellina papuensis
Fascellina papuensis är en fjärilsart som beskrevs av W. Warren 1898. Fascellina papuensis ingår i släktet Fascellina och familjen mätare. Inga underarter finns listade i Catalogue of Life.